# Comusia subflavicollis
Comusia subflavicollis är en skalbaggsart som beskrevs av Holzschuh 2007. Comusia subflavicollis ingår i släktet Comusia och familjen långhorningar.
Artens utbredningsområde är Laos. Inga underarter finns listade i Catalogue of Life.